# Leskeodon parvulus
Leskeodon parvulus là một loài rêu trong họ Daltoniaceae. Loài này được Schimp. ex Besch. Broth. mô tả khoa học đầu tiên năm 1907.